# Czesław Rossiński

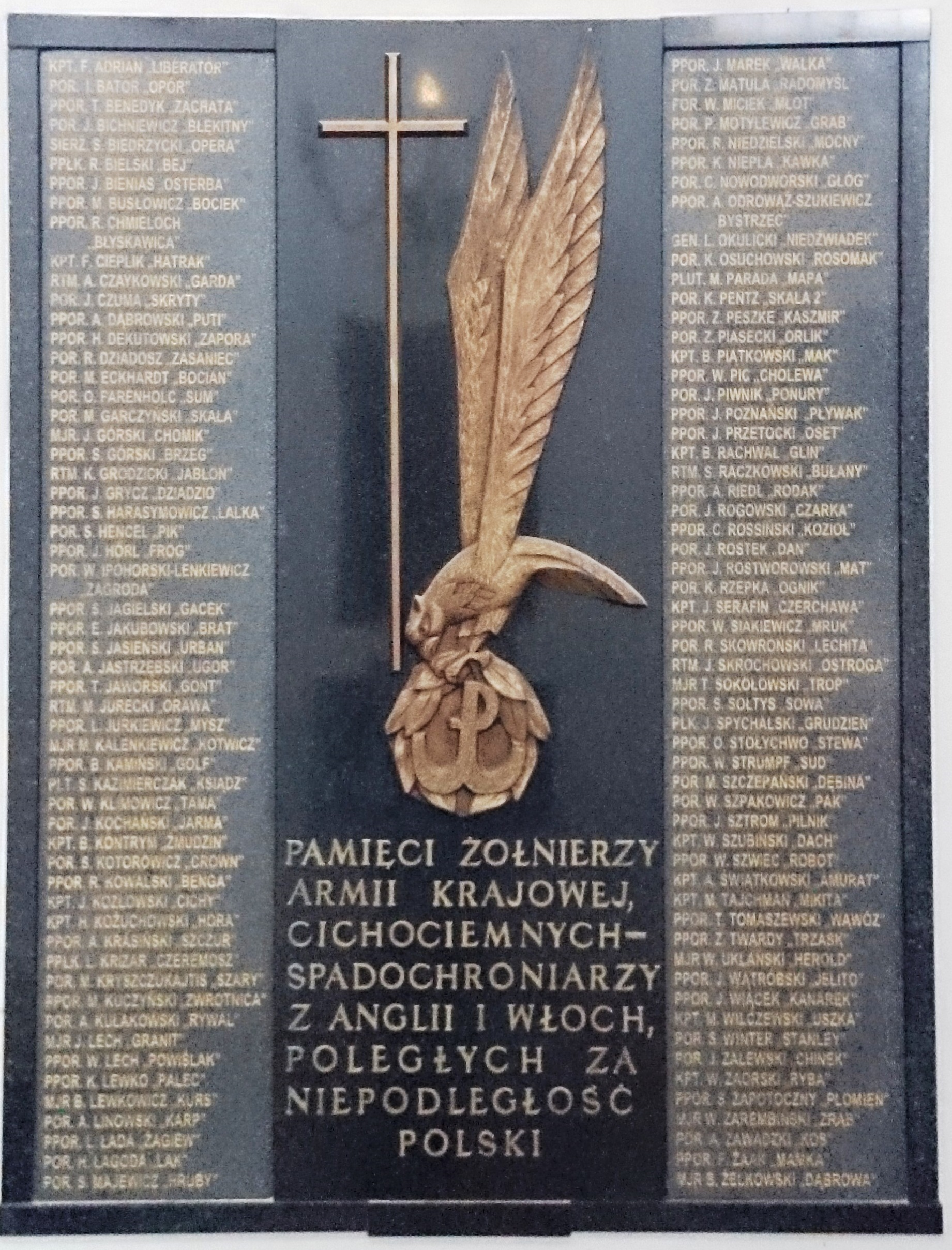
Tablica w kościele św. Jacka w Warszawie, upamiętniająca poległych cichociemnych, w tym Czesława Rossińskiego

Czesław Rossiński ps. Kozioł, Jaskółka, Jemioła (ur. 20 lipca?/2 sierpnia 1907 w Buzułuku, zm. 12 kwietnia 1945 w Lublinie) – podporucznik piechoty Wojska Polskiego, cichociemny.

## Życiorys
W 1920 roku wrócił z rodzicami do Polski. Po ukończeniu Państwowego Gimnazjum im. Tadeusza Reytana w Warszawie zdał maturę w 1927 roku. Ukończył (z tytułem inżyniera) Wydział Rolniczo-Leśny Uniwersytetu im. Adama Mickiewicza w Poznaniu w 1933 roku. Do wybuchu wojny pracował jako leśnik, początkowo w Dyrekcji Polskich Lasów Państwowych w Warszawie, później w leśnictwie Olkieniki, w Nadleśnictwie Nowe Święciany i Nadleśnictwie Lida.
W kampanii wrześniowej 1939 roku walczył w szeregach 4 kompanii batalionu KOP „Orany”. Wziął udział w walkach z Armią Czerwoną. Przekroczył granicę polsko-litewską. Był internowany na Litwie, skąd uciekł.
W grudniu 1939 roku dotarł do Francji, gdzie został skierowany do 3 pułku piechoty. Od 15 kwietnia 1940 roku uczył się w Szkole Podchorążych w Camp de Coëtquidan. Był kontuzjowany w czasie walk o Francję. W czerwcu 1940 roku został ewakuowany do Wielkiej Brytanii i tam przydzielony do 3 Batalionu 1 Samodzielnej Brygady Strzelców. Od 16 kwietnia 1942 roku był instruktorem jazdy samochodowej przy 16 Batalionie Samochodowym oraz lekkim oddziale wsparcia 16 Brygady Pancernej.

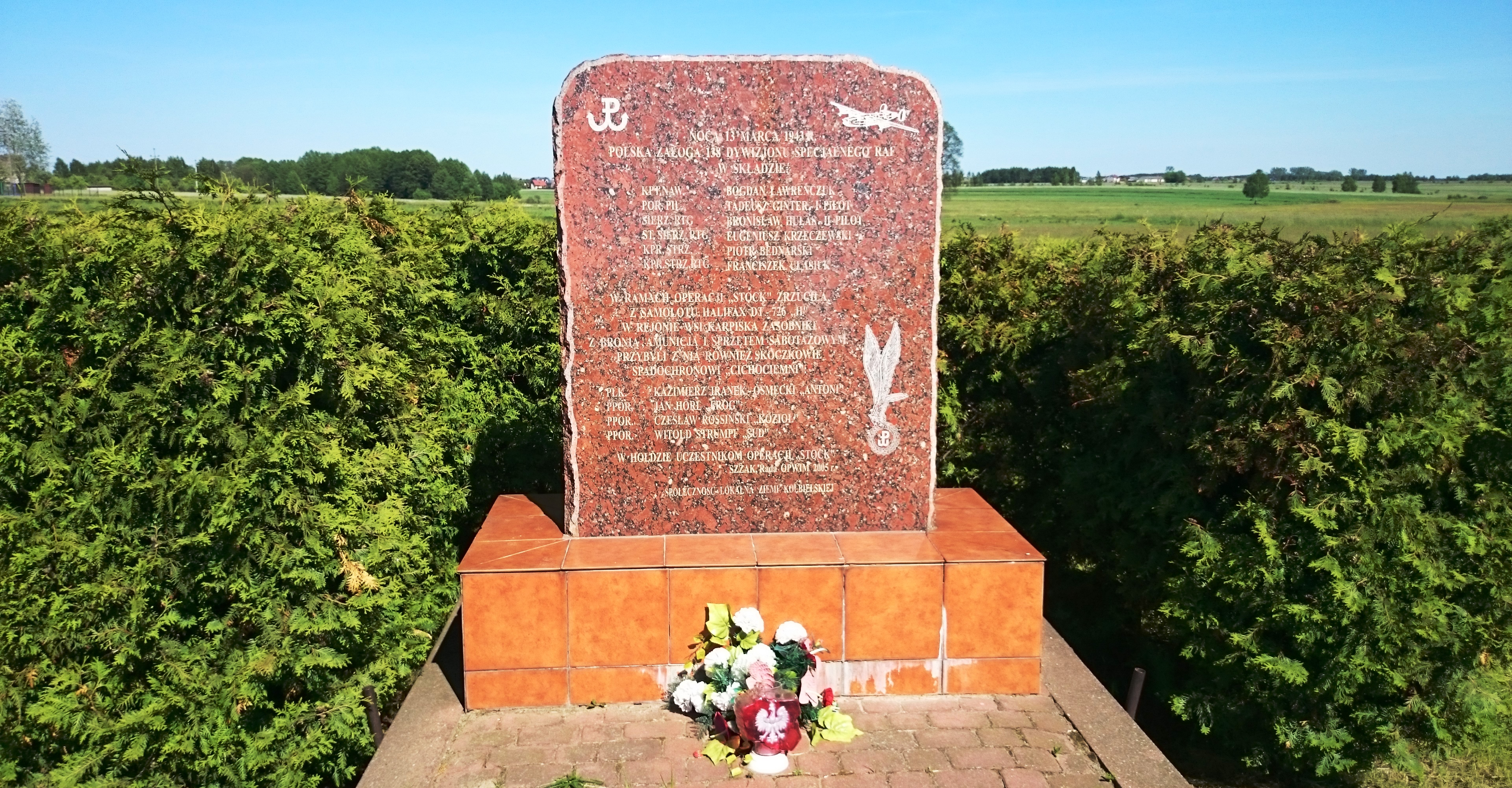
Placówka odbioru cichociemnych „Koza” i kamień ją upamiętniający

Zgłosił się do służby w kraju. Po przeszkoleniu w dywersji został zaprzysiężony 31 stycznia 1943 roku w Oddziale VI Sztabu Naczelnego Wodza. Zrzutu dokonano w nocy z 13 na 14 marca 1943 roku w ramach operacji „Stock” dowodzonej przez kpt. naw. Bogdana Ławreńczuka (zrzut na placówkę odbiorczą „Koza” między Celestynowem a Pilawą, w okolicy wsi Karpiska).
Po aklimatyzacji w Warszawie, w kwietniu dostał przydział do Okręgu Lublin AK na stanowisko szefa Kedywu Inspektoratu Radzyń Podlaski, następnie na stanowisko dowódcy grupy dywersyjnej działającej w Obwodzie Lublin-Miasto Inspektoratu Lublin. Od maja 1944 roku dowodził oddziałem partyzanckim Kedywu („Jemioły” – „Kozła”), który stał się później 3 kadrowym plutonem 8 pułku piechoty Legionów AK. W działalności konspiracyjnej posługiwał się przybranymi nazwiskami: „Czesław Jaskiel”, „Graduchowski” i „Kozłowski”. Od listopada 1943 roku do lipca 1944 roku dowodził wieloma akcjami partyzanckimi, m.in.:
- 18 listopada wykolejenie pociągu na linii Łuków–Dęblin,
- 21 listopada wykolejenie pociągu na linii Łuków–Brześć,
- akcja na oficera SS Beckera,
- akcja na wartę w Bramy Grodzkiej zamku w Lublinie, zginęło 3 wartowników, 4 ciężko rannych (1 czerwca),
- akcja na niemiecką załogę w majątku Kłodnica Dolna, bez powodzenia (19 lipca).

Po wkroczeniu oddziałów radzieckich do Lublina 8 pułk piechoty AK został rozbrojony. Po odtworzeniu pułku, we wrześniu 1944 roku Rossiński został jego dowódcą. Z ramienia dowództwa Okręgu Lublin brał udział w zebraniach, w czasie których rozważano m.in. zamachy na Bolesława Bieruta i Edwarda Osóbkę-Morawskiego. Planów tych nie zrealizowano.
22 grudnia 1944 roku został aresztowany przez NKWD i oskarżony o kierowanie przygotowywaniami do tych zamachów. Po brutalnym śledztwie został 9 kwietnia 1945 roku skazany wyrokiem Wojskowego Sądu Okręgowego w Lublinie na karę śmierci. 3 dni później Rossiński został rozstrzelany w więzieniu na Zamku Lubelskim.
Postanowieniem Izby Karnej Sądu Najwyższego z 11 maja 1990 roku został uniewinniony i zrehabilitowany.

## Ordery i odznaczenia
- Krzyż Srebrny Orderu Virtuti Militari – 15 lipca 1944 roku nr 13337, za szczególne męstwo w akcjach bojowych.

## Życie rodzinne
Był synem Wacława, nadleśniczego, i Klementyny z domu Lipińskiej. Miał brata Bolesława (1903–1995). W 1932 roku ożenił się Heleną Mazaraki (1908–1983).

## Upamiętnienie
W lewej nawie kościoła św. Jacka przy ul. Freta w Warszawie odsłonięto w 1980 roku tablicę Pamięci żołnierzy Armii Krajowej, cichociemnych – spadochroniarzy z Anglii i Włoch, poległych za niepodległość Polski. Wśród wymienionych 110 poległych cichociemnych jest Czesław Rossiński.

W 1995 roku w Lublinie na Zamku Lubelskim wmurowano tablicę poświęconą Rossińskiemu oraz  10 żołnierzom Armii Krajowej straconym w tym samym procesie na zamku lubelskim w 50. rocznicę egzekucji.
W 2005 roku w Karpiskach odsłonięto kamień upamiętniający miejsce zrzutu cichociemnych, gdzie skoczył również Czesław Rossiński.